# Hugh Honour
Hugh Honour, né le 26 septembre 1927 et mort le 19 mai 2016, est un historien de l'art britannique, connu pour son partenariat d'écriture avec John Fleming. Leur Histoire mondiale de l'art en est à sa septième édition et le livre de Honour Chinoiserie: The Vision of Cathay (1961) est le premier à avoir placé le phénomène de la chinoiserie dans son contexte culturel européen.

## Jeunesse
Honour est né à Eastbourne dans le Sussex, de Herbert et Dorothy (Withers) Honour. Il étudie au St Catharine's College de Cambridge, où il obtient un baccalauréat ès arts. À Cambridge, Honour rencontre John Fleming, un avocat et historien de l'art amateur, qui devient le partenaire de vie de Honour. Honour accepte un poste de directeur adjoint de la Leeds City Art Gallery et de Temple Newsam House, mais quitte cette fonction après un an d'exercice pour rejoindre Fleming en Italie.

## Vie en Italie
Vivant à Asolo près de Venise, Honour et Fleming commencent un partenariat d'écriture et de publication très productif, dans lequel Fleming gère le côté commercial de leur entreprise et Honour écrit les livres. Ils sont chargés par l'éditeur Allen Lane de la série Style and Civilization (commencée en 1967), qui est publiée par Penguin Books. Sous la direction éditoriale de Honour, la série Style and Civilization publie en succession rapide un groupe de textes qui atteignent le statut de classiques, dont Mannerism de John Shearman, Gothic de George Henderson et Realism de Linda Nochlin. La contribution de Honour, le très réputé Néoclassicisme (1968), suscite un regain d'intérêt pour ce mouvement artistique méprisé par le modernisme d'alors. Le Romantisme, compagnon d'honneur du Néoclassicisme, est publié en 1979, longtemps après la fin de la série.
Honour et Fleming supervisent également la série Architect and Society (commencée en 1966), et la série Art in Context (commencée en 1972) pour Penguin. En 1966, ils révisent et complètent le Penguin Dictionary of Architecture de Nikolaus Pevsner (2e édition, 1972) et en 1977, ils publient le Penguin Dictionary of Decorative Arts. Le livre du couple, A World History of Art (également connu sous le nom The Visual Arts: A History), est publié en 1982. Il s'agit de la première enquête sur l'histoire de l'art mondiale, notamment l'art occidental, asiatique, africain, précolombien et amérindien. Il en est maintenant à sa 7e édition. Honour écrit Venetian Hours of Henry James, Whistler et Sargent (1991) et édite les écrits du sculpteur néoclassique Antonio Canova (1994).
En 1962, Honour et Fleming déménagent à Villa Marchiò en dehors de Lucques (une ville privilégiée par les expatriés britanniques), où ils vivent ensemble jusqu'à la mort de Fleming en 2001 et où Honour réside jusqu'à sa mort le 19 mai 2016,. Honour est élu en 1972 membre de la Royal Society of Literature.